# 페르세우스 (마케도니아)
페르세우스(그리스어: Περσεύς, 기원전 212년 - 기원전 166년)는 안티고노스 왕조의 마지막 왕이자 마케도니아 왕국의 마지막 왕이다.
필리포스 5세의 아들이다. 여러 그리스 도시국들과 동맹을 맺어 로마가 격분하였고, 제3차 마케도니아 전쟁으로 발전하였다. 이 전쟁에서 마케도니아는 처참하게 패배하고 만다. 패배한 직후인 기원전 166년 로마로 이송되었고, 그 해 패배의 후유증으로 사망한다. 이것으로 이미 기원전 3세기부터 이름만 남아있던 마케도니아는 네 개의 지방으로 쪼개지면서 완전히 해체되었고, 로마의 한 지방으로 흡수되었다. 흡수된 직후 고대 마케도니아인들 역시 로마인과 동화되면서 역사속으로 사라진다.
| 전임 필리포스 5세 | 안티고노스 왕조 | 후임 가문 단절 |

| 전임 필리포스 5세 | 마케도니아의 왕 기원전 179년 - 기원전 167년 | 후임 마케도니아 왕국 해체 |

## 같이 보기
- 마케도니아 전쟁